# Izabela Dzieduszycka
Izabela Maria Dzieduszycka z domu Bojanowska (ur. 16 lipca 1928 w Niechłodzie, zm. 25 grudnia 2020 w Warszawie) – polska ekonomistka, działaczka społeczna i katolicka, założycielka i prezes stowarzyszenia Przymierze Rodzin, tenisistka stołowa.

## Życiorys
W trakcie II wojny światowej uczęszczała na tajne komplety, była łączniczką Armii Krajowej. W 1946 zdała maturę w Lesznie, a w 1952 ukończyła studia magisterskie na Akademii Handlowej w Poznaniu. W 1949 i 1950 została mistrzynią Polski w tenisie stołowym w grze pojedynczej. Pracowała w przemyśle stoczniowym i okrętowym w Gdańsku i Warszawie. W 1966 została urzędniczką w Ministerstwie Przemysłu Ciężkiego, gdzie doszła do stanowiska głównego specjalisty ds. przemysłu okrętowego. Opracowała w tym czasie publikacje branżowe wydawane przez gdańską Pracownię Rozwoju Metod Projektowania „Promor”: Podstawowe założenia polityki OECD w stosunku do przemysłu okrętowego (1975) i Protekcjonizm przemysłu okrętowego we Francji (1976).
Na początku lat 80. wstąpiła do „Solidarności”. Po wprowadzeniu stanu wojennego została zwolniona z przyczyn politycznych. Pracowała fizycznie, wkrótce przeszła na emeryturę. Zajmowała się udzielaniem pomocy rodzinom osób internowanych.
Od 1983 była związana z działalnością społeczną w ramach Przymierza Rodzin, które powołała wraz z mężem Tadeuszem. Początkowo był to ruch społeczny, skupiający dzieci i młodzież przy parafiach. W 1990 otrzymał patronat prymasa, następnie przekształcił się w stowarzyszenie, prowadzące m.in. przedszkola, szkoły różnego szczebla i świetlice. Izabela Dzieduszycka pełniła w nim funkcję przewodniczącej prezydium.
Działała także w Klubie Inteligencji Katolickiej oraz w Fundacji Pro Publico Bono.

## Odznaczenia i wyróżnienia
- Krzyż Komandorski Orderu Odrodzenia Polski (2011)[11]
- Krzyż Kawalerski Orderu Odrodzenia Polski (2006)[12]
- Złoty Krzyż Zasługi
- Medal Komisji Edukacji Narodowej (2007)[5]
- Srebrny Medal „Zasłużony Kulturze Gloria Artis” (2010)[13]
- Krzyż Pro Ecclesia et Pontifice (Stolica Apostolska, 2004)[5]
- Nagroda Polcul Foundation (1995)[5]